# قشلاق اجی اشمه مهندس صادقی
قشلاق اجی اشمه مهندس صادقی یک روستا در ایران است که در استان اردبیل واقع شده‌است.